# 藤田正樹
藤田 正樹（ふじた まさき、1957年 - ）は、元アマチュア野球選手・指導者である。ポジションは投手。

## 来歴・人物
大阪府立市岡高等学校卒業後に慶應義塾大学に入学する。東京六大学野球リーグでは優勝に届かなかったが、堀場秀孝とバッテリーを組み、1978年秋季リーグでは岡田彰布らのいた早大に次ぐ2位となった。同年の第7回日米大学野球選手権大会日本代表に選出されている。
大学卒業後は1978年に復活した社会人野球の大阪ガスに入団する。3年間だけ投手でプレーし、1983年から26歳という若さで監督に就任する。1986年の都市対抗野球ではチームを初出場に導き、ベスト4まで進み、小野賞を受賞した。
その後、社業に携わる一方で、日本放送協会で高校野球解説者を務めた。